# فرودگاه ایسکاندار
فرودگاه ایسکاندار (به انگلیسی: Iskandar Airport) (به زبان بومی: Bandar Udara Iskandar) یک فرودگاه همگانی با کد یاتا PKN است که یک باند فرود آسفالت دارد و طول باند آن ۱۶۵۰ متر است. این فرودگاه در کشور اندونزی قرار دارد و در ارتفاع ۲۳ متری از سطح دریا واقع شده‌است.

## شرکت‌های هواپیمایی و مقصدهای پروازی
| شرکت‌های هواپیمایی | مقصدهای پروازی                                                  |
| ----------------- | --------------------------------------------------------------- |
| گارودا ایندونزیا  | کتاپانگ، اچماد یانی                                             |
| Kal Star Aviation | سوئکارنو-هتا، کتاپانگ، تیلیک ریووت، سمپیت، اچماد یانی، جواندا   |
| NAM Air           | سوئکارنو-هتا، اچماد یانی                                        |
| سوسی ایر          | تیلیک ریووت                                                     |
| تریگانا ایر سرویس | سیامسودین نور، سوئکارنو-هتا، کتاپانگ، اچماد یانی، جواندا        |
| وینگز ایر         | کتاپانگ، تیلیک ریووت، سمپیت (Both begin ۱ اوت ۲۰۱۷), اچماد یانی |